# Илија Бирчанин
Илија Бирчанин (Суводање, 12. август 1764 — Ваљево, 4. фебруар 1804) je био кнез Подгорске кнежине Ваљевске нахије. Посечен је у Сечи кнезова 1804. године у Ваљеву.

## Биографија
Бирчанин је рођен 1764. године. Постоји више супротстављених извора о његовом мјесту рођења. У „Мемоарима проте Матеје Ненадовића“ наводи се да је Илија Бирчанин рођен у Суводању код Ваљева, док савременији извори наводе Кострачу код Милића (Бирач). Посечен је у Сечи кнезова и сахрањен је у манастиру Ћелије у близини Ваљева.
О њему је 1862. Јоксим Новић-Оточанин написао књигу „Бирчанин Илија оборкнез испод Међедника“. Спомиње се у песми слепог певача Филипа Вишњића „Почетак буне против дахија“ и у "Мемоарима" Проте Матеје Ненадовића.
- Биста испред музеја у Ваљеву
- Гроб у порти манастира Ћелије
- Гроб у порти манастира Ћелије